# Philippe Leclerc de Hauteclocque

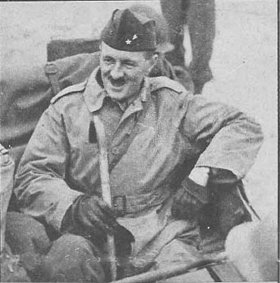
Philippe Leclerc de Hauteclocque

Philippe François Marie de Hauteclocque, ve francouzském odboji za 2. světové války známý jako Jacques-Philippe Leclerc (22. listopadu 1902 – 28. listopadu 1947), byl francouzský voják a generál francouzské armády během druhé světové války. Po smrti byl prohlášen maršálem Francie.

## Biografie

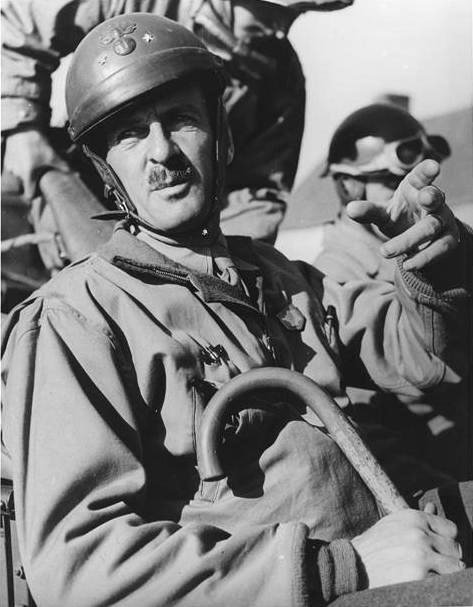
Philippe Leclerc de Hauteclocque

Vystudoval École spéciale militaire v Saint-Cyr, kterou absolvoval roku 1924. Vstoupil do armády a po porážce Francie roku 1940 se přidal k hnutí odporu a bojoval pod velením generála de Gaulla. Přijal krycí jméno 'Leclerc', aby jeho manželka a děti nebyly ohroženy, pokud by se jeho jméno objevilo v novinách. Byl poslán do Afriky, kde bojoval proti spojencům Vichistického režimu. Pod jeho velením francouzské jednotky dobyly Koufru, oblast Libye, kde složil se svými muži přísahu známou jako de Serment Koufra, ve které slíbil bojovat až do vyvěšení vlajky nad štrasburskou katedrálou. Po vylodění v Normandii 1. srpna 1944 se jeho jednotka, známá jako L Force, začlenila do 2e Division Blindée a účastnila se bojů v Evropě. Leclerc patřil k osvoboditelům Paříže, když jeho 2. obrněná divize byla součástí osvobozující třetí Pattonovy armády.
Po skončení bojů v Evropě byl odvelen na Dálný východ, kde se zapojil do bojů s Japonci. Reprezentoval Francii při podpisu kapitulace Japonska. Poté se neúspěšně pokoušel jednáním zabránit konfliktu v Indočíně, kde vietnamští nacionalisté pod vedením Ho Či Mina vyhlásili nezávislost. V neobyčejně těžké pozici málem dosáhl dohody. Jeho nadřízený, dosazený generálem de Gaulem, jej zkritizoval, že "velitelé francouzských vojsk se místo bojování pokoušejí vyjednávat". Leclerc byl odvolán a jeho nástupce Jean-Étienne Valluy se pokusil bývalou francouzskou kolonii obnovit masakrem. Leclerc odjel do Paříže, kde varoval, že problém v Indočíně není sporem s komunismem, ale s vietnamským nacionalismem, nebyl však vyslyšen.
Leclerc zahynul při letecké havárii nedaleko Colomb-Béchar v Alžíru.